# Laboral Kutxa-Fundación Euskadi

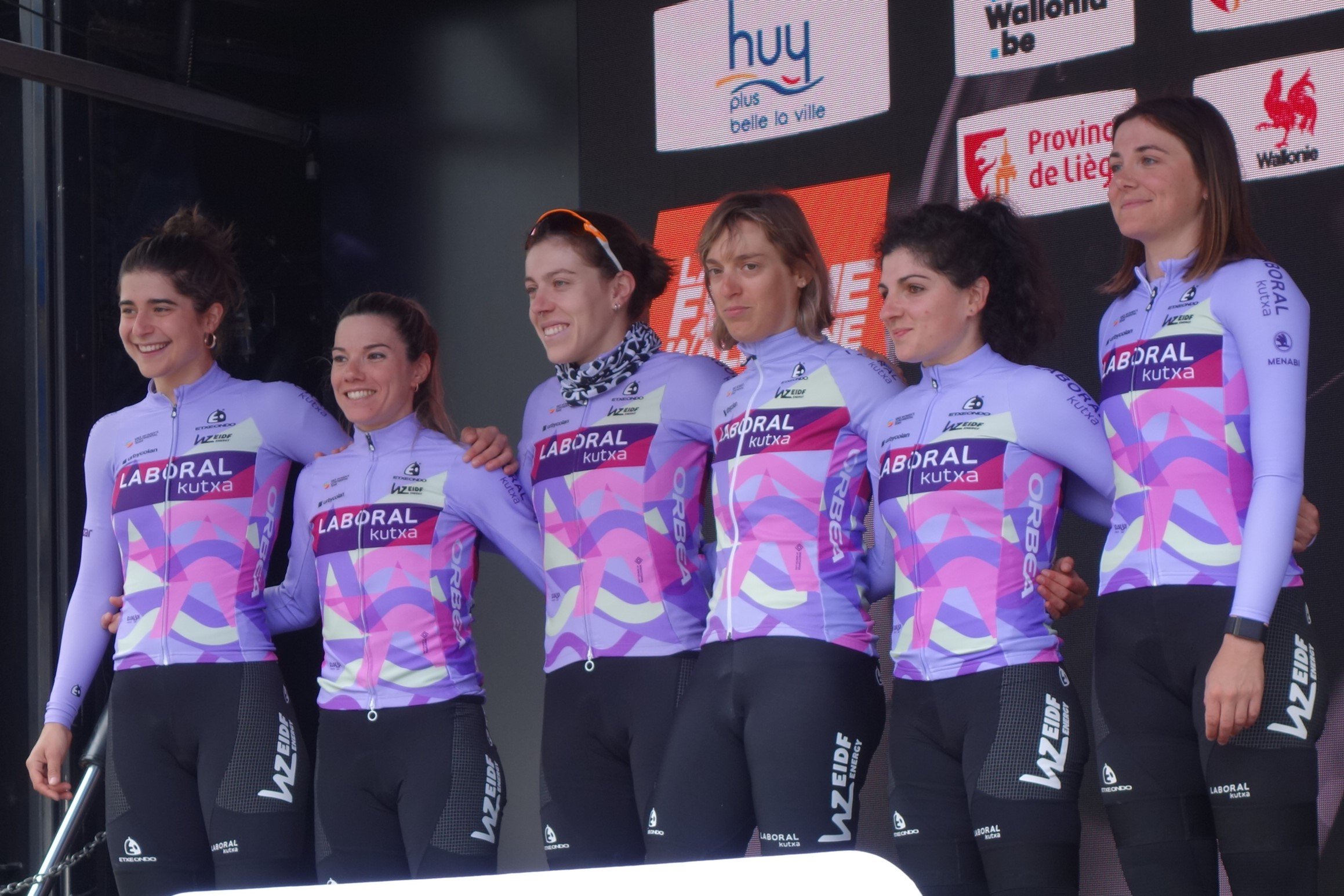
De ploeg in de Waalse Pijl 2024.

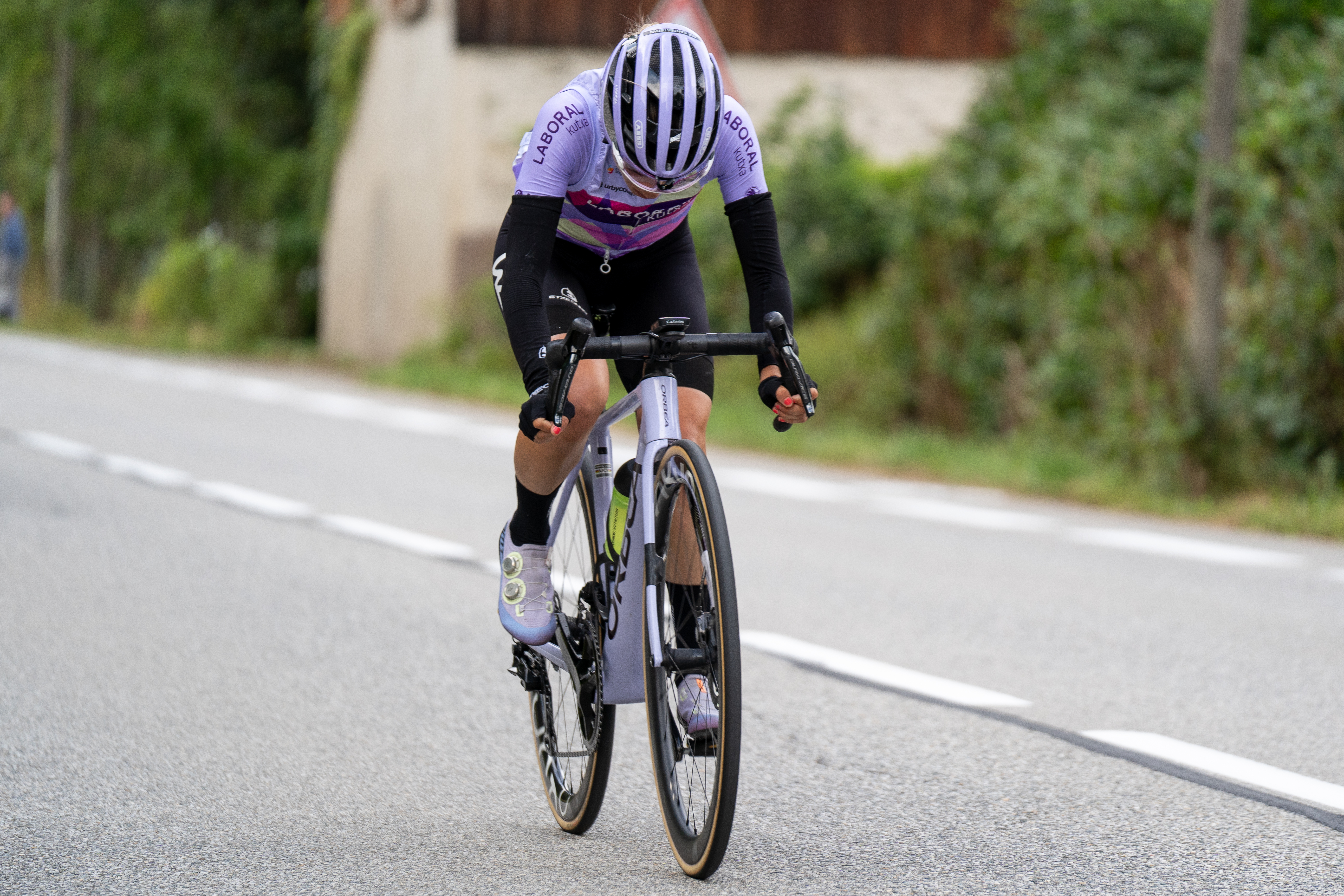
Ane Santesteban in de achtste etappe van de Tour de France Femmes 2024.

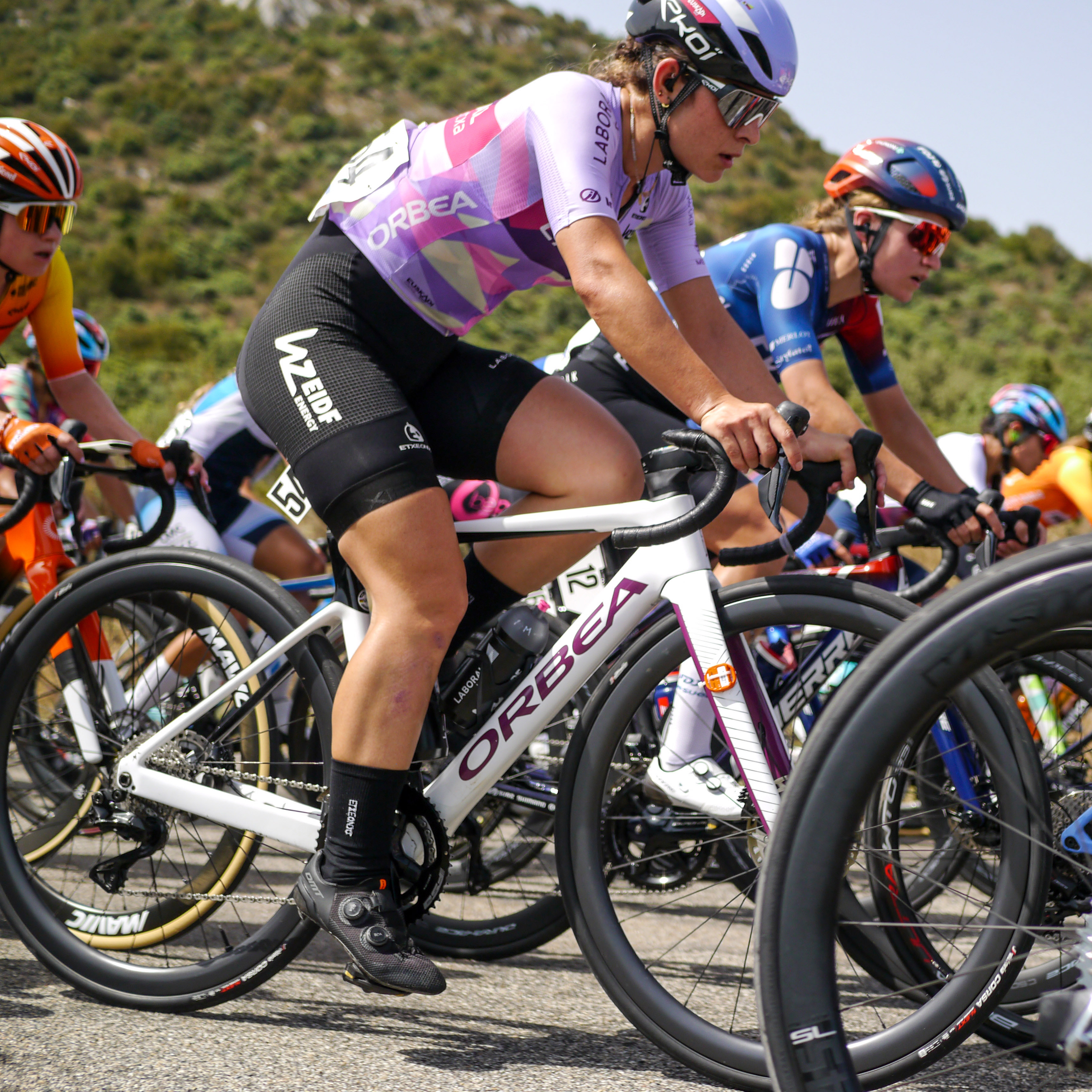
Marta Romeu in de Tour de l'Ardèche 2023

Laboral Kutxa-Fundación Euskadi (UCI-code LKF) is een Spaans-Baskische wielerploeg voor vrouwen, die van 2019-2020 als clubteam deel uitmaakte van het peloton en vana 2021-2024 een UCI-licentie had op continentaal niveau. In 2025 verkreeg het de status van ProTeam.
Het team behoord tot de Fundación Ciclista Euskadi (officieel: Fundación Ciclista Euskadi-Euskadiko Txirrindularitza Iraskundea), een non-profitstichting die de ontwikkeling van het Baskische wielrennen nastreeft en is daarmee gelieerd aan de mannenploeg Euskaltel-Euskadi.

## Rensters
N.B. Betreft periode 2021-2025

## Overwinningen
N.B. Betreft periode 2021-2025
2023
3e etappe Ruta del Sol: Marta Romeu
2024
GP Ciudad de Eibar: Yurani Blanco
2e etappe Ronde van de Pyreneeën: Usoa Ostolaza
Eindklassement Ronde van de Pyreneeën: Usoa Ostolaza
Puntenklassement Ronde van de Pyreneeën: Usoa Ostolaza
Pionera Race: Debora Silvestri
2025
1e etappe Ronde van El Salvador: Usoa Ostolaza
4e etappe Ronde van El Salvador: Usoa Ostolaza
Bergklassement Ronde van El Salvador: Usoa Ostolaza
Ploegenklassement Ronde van El Salvador: Amondarain, Birjoekova, Fidanza, Kuskova, Ostolaza, Soto, Tomasi
Grand Prix El Salvador: Laura Tomasi
2e etappe Ronde van de Pyreneeën: Usoa Ostolaza
Eindklassement Ronde van de Pyreneeën: Usoa Ostolaza
Puntenklassement Ronde van de Pyreneeën: Usoa Ostolaza

### Kampioenschappen
2021
 Spaans kampioen op de baan (omnium): Eukene Larrarte
 Spaans kampioen op de baan (afvalkoers): Eukene Larrarte
 Spaans kampioen op de baan (koppelkoers): Tania Calvo & Eukene Larrarte
 Spaans kampioen op de baan (achtervolging): Tania Calvo
 Spaans kampioen op de baan (scratch): Tania Calvo
2022
 Spaans kampioen op de baan (omnium): Tania Calvo
 Spaans kampioen op de baan (koppelkoers): Tania Calvo
2023
 Spaans kampioen tijdrijden (U23): Idoia Eraso
2024
 Japans kampioene op de weg: Eri Yonamine
 Spaans kampioen op de weg, elite: Usoa Ostolaza
2025
 Aziatisch kampioen tijdrijden, elite: Yanina Kuskova
 Oekraïens kampioen tijdrijden, elite: Joelija Birjoekova
 Oekraïens kampioen op de weg, elite: Joelija Birjoekova